# Ablainzevelle
Ablainzevelle is een gemeente in het Franse departement Pas-de-Calais (regio Hauts-de-France) en telt 172 inwoners (1999). De plaats maakt deel uit van het arrondissement Arras.
De begraafplaats van Ablainzevelle telt een graf dat wordt onderhouden door de Commonwealth War Graves Commission.

## Geografie
De oppervlakte van Ablainzevelle bedraagt 4,3 km², de bevolkingsdichtheid is 40,0 inwoners per km².
De onderstaande kaart toont de ligging van Ablainzevelle met de belangrijkste infrastructuur en aangrenzende gemeenten.

## Demografie
Onderstaande figuur toont het verloop van het inwonertal (bron: INSEE-tellingen).